# Karen O
Karen Lee Orzołek (Busan, 22 de novembro de 1978), mais conhecida como Karen O, é uma cantora coreana- estadunidense nascida na Coreia do Sul, conhecida por ser a vocalista e líder da banda Yeah Yeah Yeahs.
A mãe de Karen também é sul-coreana e seu pai é da Polônia; apesar disso, Karen cresceu em Englewood, Nova Jersey. Para o filme Jackass 2, Karen colaborou com a artista Peaches e com Johnny Knoxville para gravar a faixa "Backass" da trilha sonora.
Recentemente Karen foi selecionada para fazer parte de toda trilha sonora do longa metragem Onde Vivem os Monstros com a banda Karen O and the Kids. Segundo o diretor Spike Jonze, as músicas de Karen são repletas de inocência e ingenuidade, que combinam muito bem com a proposta emocional do filme. 
Em 2012, Karen gravou "Strange Love" para o filme "Frankenweenie" de Tim Burton. 
Karen também gravou, em conjunto com Trent Reznor (Nine Inch Nails), um cover da música 'Immigrant Song' de Led Zepplin para a abertura do filme "Os Homens que não Amavam as Mulheres".